# Davis Cup 2010 – 3. skupina americké zóny
3. skupina americké zóny Davis Cupu 2010 představovala třetí výkonnostní skupinu Americké zóny s osmi účastníky.

## Účastníci
- Aruba
- Bahamy
- Bermudy
- Kostarika
- Jamajka
- Haiti
- Portoriko
  -  Kuba ze soutěže odstoupila před jejím zahájením.

## Skupiny
Družstva hrála ve dvou skupinách po čtyřech účastnících systémem vzájemných zápasů („každý s každým“). Pro odstoupení Kuby měla skupina A pouze tři členy. Týmy na prvních dvou místech postoupily do semifinálové fáze, kde se opět utkaly ke vzájemným zápasům a dva nejlepší celky si zajistily postup do 2. skupiny Americké zóy pro rok 2011. 
Zápasy se uskutečnily 7.–11. července na tvrdém povrchu areálu Parque Central de San Juan v San Juanu, Portoriko.

### Skupina A
| Družstvo      | Bahamy | Jamajka | Aruba |  |
| ------------- | ------ | ------- | ----- |  |
| Bahamy (2–0)  |        | 3-0     | 3-0   |  |
| Jamajka (1–1) | 0-3    |         | 1-2   |  |
| Aruba (0–2)   | 0-3    | 1-2     |       |  |

#### Zápasy
- A – 7. červenec 2010:  Aruba- Jamajka: 1-2
  - Giel (ARU) – Pagon (JAM) 3-6, 6-2, 6-4
  - Johnson (JAM) – Hodgson (ARU) 6-4, 6-4
  - Johnson/Pagon (JAM) – Giel/Hodgson (ARU) 4-6, 7-5, 7-5

- A – 8. červenec 2010:  Aruba- Bahamy: 0-3
  - Mullings (BAH) – Velasquez (ARU) 6-0, 6-0
  - Rolle (BAH) – Hodgson (ARU) 6-2, 6-2
  - Carey/Lunn (BAH) – De Jong/Velasquez (ARU) 6-2, 6-2

- A – 9. červenec 2010:  Jamajka- Bahamy: 0-3
  - Mullings (BAH) – Migoko (JAM) 6-2, 6-1
  - Rolle (BAH) – Johnson (JAM) 7-61, 6-3
  - Mullings/Rolle (BAH) – Dominic Pagon/Dwayne Pagon (JAM) 6-4, 6-1

### Skupina B
| Družstvo        | Portoriko | Haiti | Kostarika | Bermudy |  |
| --------------- | --------- | ----- | --------- | ------- |  |
| Portoriko (3–0) |           | 2–1   | 3-0       | 3-0     |  |
| Haiti (2–1)     | 1-2       |       | 3-0       | 3–0     |  |
| Kostarika (1–2) | 0-3       | 1-2   |           | 2–1     |  |
| Bermudy (0–3)   | 0-3       | 0–3   | 1-2       |         |  |

#### Zápasy
- B – 7. červenec 2010:  Portoriko- Bermudy: 3-0
  - Pavia Suárez (PUR) – Manders (BER) 6-1, 6-2
  - Llompart (PUR) – Azhar (BER) 6-3, 6-0
  - González Díaz/Perdomo (PUR) – Thomas/Towlson (BER) 6-3, 6-3

- B – 7. červenec 2010:  Haiti- Kostarika: 2-1
  - Roca (CRC) – Allen (HAI) 7-5, 6-3
  - Sajous (HAI) – Núñez (CRC) 6-4, 6-4
  - Allen/Sajous (HAI) – Martínez Manrique/Roca (CRC) 6-2, 6-1

- B – 8. červenec 2010:  Portoriko- Haiti: 2-1
  - González Díaz (PUR) – Bazanne (HAI) 6-4, 6-1
  - Llompart (PUR) – Sajous (PUR) 6-2, 6-4
  - Allen/Sajous (HAI) – Pavia Suárez/Perdomo (PUR) 7-61, 7-62

- B – 8. červenec 2010:  Bermudy- Kostarika: 1-2
  - Roca (CRC) – Thomas (BER) 6-0, 6-1
  - Manders (BER) – Núñez (CRC) 6-4, 2-6, 6-4
  - Martínez Manrique/Roca (CRC) – Azhar/Manders (BER) 6-0, 6-2

- B – 9. červenec 2010:  Portoriko- Kostarika: 3-0
  - Pavia Suárez (PUR) – Martínez Manrique (CRC) 7-65, 7-63
  - Llompart (PUR) – Roca (CRC) 6-1, 6-2
  - González Díaz/Perdomo (PUR) – Martínez Manrique/Hidalgo (CRC) 6-1, 6-3

- B – 9. červenec 2010:  Bermudy- Haiti: 0-3
  - Bazanne (HAI) – Towlson (BER) 2-6, 6-4, 6-2
  - Sajous (HAI) – Azhar (BER) 6-1, 6-1
  - Allen/Bazanne (HAI) – Azhar/Thomas (BER) 6-2, 6-2

## Semifinálová fáze
Dvě nejlepší družstva semifinálové fáze si zajistily postup do 2. skupiny Americké zóny.
- Semifinále – 10. červenec 2010:  Portoriko- Jamajka: 3-0
  - González Díaz (PUR) – Dominic Pagon (JAM) 6-1, 6-2
  - Llompart (PUR) – Johnson (JAM) 6-2, 6-2
  - Llompart/Perdomo (PUR) – Johnson/Dominic Pagon (JAM) 6-0, 6-4

- Semifinále – 10. červenec 2010:  Haiti- Bahamy: 3-0
  - Allen (HAI) – Mullings (BAH) 6-3, 7-66
  - Sajous (HAI) – Rolle (BAH) 6-3, 7-69
  - Allen/Sajous (HAI) – Mullings/Rolle (BAH) 2-6, 6-4, 7-5

- Semifinále – 11. červenec 2010:  Portoriko- Bahamy: 3-0
  - González Díaz (PUR) – Mullings (BAH) 4-6, 6-1, 7-65
  - Llompart (PUR) – Rolle (BAH) 6-2, 6-1
  - Pavia Suárez/Perdomo (PUR) – Carey/Lunn (BAH) 6-4, 6-2

- Semifinále – 11. červenec 2010:  Jamajka- Haiti: 0-3
  - Bazanne (HAI) – Pagon (JAM) 6-2, 6-3
  - Sajous (HAI) – Johnson (JAM) 6-1, 6-2
  - Bazanne/Etienne (HAI) – Migoko/Pagon (JAM) 2-6, 7-5, 6-3

## Zápasy Play-out – o sestup
- Play-out – 10. červenec 2010:  Aruba- Bermudy: 2-1
  - Manders (BER) – Giel (ARU) 6-4, 6-2
  - Hodgson (ARU) – Azhar (BER) 6-1, 6-2
  - Giel/Hodgson (ARU) – Manders/Towlson (BER) 6-3, 6-3

- Play-out – 11. červenec 2010:  Aruba- Kostarika: 1-2
  - Giel (ARU) – Martínez Manrique (CRC) 6-4, 0-6, 6-2
  - Roca (CRC) – Hodgson (ARU) 6-3, 6-1
  - Martínez Manrique/Roca (CRC) – Giel/Hodgson (ARU) 6-2, 6-3

## Výsledek
- Postupující do 2. skupiny v roce 2011: Portoriko, Haiti
- Sestupující do 4. skupiny v roce 2011: Bermudy